# Bærepind
En bærepind er en lille pind af træ, oftest bøgetræ, der før i tiden blev brugt til at bære tunge pakker. Før indkøbsposer blev almindelige, kunne man få sine varer pakket ind i papir og en snor omkring. Da det let kan blive ubehageligt, når snoren skærer sig ind i fingrene, stak man en bærepind, der har en inddrejet rille til snoren, ind under og snoren og lod fingrene gribe om pinden. 
Bærepinde kunne også bruges som projektiler til nogle legetøjskanoner og -pistoler.